# ESNA
ESNA (ЕСНА), або ESNA European Higher Education News — незалежне інформаційне агентство та журналістська мережа[1], що базується в Берліні. ESNA займається наданням інформаційних і аналітичних послуг у сфері європейської вищої освіти та науково-дослідницької роботи. Агентство публікує багатомовні огляди преси та новин, досьє, рецензії на книги, моніторинг політичних досліджень, дебати, конференції, звіти, подкасти, відео та переклади.

## Історія
Агентство ESNA виникло на основі щоквартального журналу LETSWORK Journal for Student Work, який вперше був опублікований у 1999 році агентством студентської праці TUSMA в Берліні.[8] TUSMA надало роботу 20 000 іноземних студентів і запустило LETSWORK як міжкультурний канал для консультування студентів з питань імміграції, трудового законодавства та прав студентів у вищій школі.
У 2002 році LETSWORK було перетворено на WORK|OUT European Students’ Review, що видавася некомерційною організацією в Берліні.[9] Нове видання містило публікації безкоштовних багатомовних новин у співпраці зі студентами німецьких, французьких, італійських, польських та іспанських університетських міст, а також займалось організацією конференцій та культурних заходів у Італії та Німеччині.
В 2004 та 2005 роках WORK|OUT виграв італійську національну премію Premio Palinsesto Italia за інноваційні зміст і рішення у сфері друку та мультимедіа.[10] В 2006 році WORK|OUT був визнаний одним із десяти найкращих студентських видань у Німеччині.[11] Також у 2006 році з'явився Europe for Students (EforS) - попередник StartupTV.
Оскільки WORK|OUT[12], що раніше був більше сфокусований на студентах, тепер переорієнтувався на ширшу область новин і аналітики в сфері політики вищої освіти, студентське видання почало поступово відокремлюватись у самостійну організацію. Нарешті, в 2008 році основна редакційна група WORK|OUT побачила потребу в створенні нового професійного каналу і таким чином було засновано ESNA European Higher Education News.
Починаючи з 2014 року ESNA активно працює в сфері відеожурналістики у колаборації з кінокомпанією Caucaso з Болоньї ([The Golden Temple). Завдяки цій співпраці, серед іншого, було створено “University-Business Forum” (Berlin, 2014), “Documenting EUROSTUDENT V” (Vienna, 2015), та “Wie breit ist die Spitze?” щодо Німецької Ініціативи Досконалості (Берлін, 2016 р.).[15]
З 2019 року ESNA розпочало проект “United Universities of Europe”, або UUU,[16] спрямований на огляд розвитку Європейських університетських альянсів та спостереження за основними тенденціями концентрації, нетворкінгу та дигіталізації в секторі вищої освіти.[17]

## Сфера діяльності
Мережа новин ESNA об‘єднує молодих журналістів, що працюють з новинами та аналітикою європейської політики вищої освіти.[18] Серед основних тем можна зазначити: Європейські університетські альянси[19], міжнародні рейтинги університетів, міжнародний набір студентів, глобалізацію та дослідження вищої освіти, а також системи вищої освіти, політику і реформи[20], фінансування вищої освіти[21] та лібералізацію.[22] ] Діяльність ESNA також охоплює політику ЄС та Болонський процес з метою висвітлення соціальних і фінансових бар’єрів для участі, академічної мобільності та міжкультурного діалогу у вищій освіті.[23]

## Структура та робота
ESNA керує мережею кореспондентів по всій Європі.[24][25] На даний момент агентство працює на чотирьох рівнях:
- Редакція в Берліні
- Кореспонденти/позаштатні журналісти
- Мережа експертів-аналітиків
- Партнерські організації та партнерські ЗМІ

Побудова мережі та залучення читачів є невід'ємною частиною способу роботи ESNA.[26] Ще один інструмент інтеграції ESNA з науковою спільнотою - це модерація конференцій.[27][28] Інформаційне агентство також пропонує іноземним студентам та випускникам стажування двічі на рік.

## Політична позиція
ESNA працює з незалежними журналістськими оглядами та публікує об’єктивну інформацію. Агентство перекладає новини з мов оригіналу англійською та німецькою задля полегшення доступу до статей, що стосуються політики Європейської вищої освіти та науки. У квітні 2005 року попередник ESNA - WORK|OUT - організував конференцію на тему “Цензура та вільні медіа” в університеті Iuav di Venezia. На цьому заході Пітер Престон, тодішній редактор газети Guardian, допоміг надихнути місію ESNA за три роки до її заснування. Пан Престон тоді заявив: “Є те, що батьки-засновники Європи залишили поза увагою. Ми зводимо чудову нову будівлю свободи без вільної преси, яка б віддзеркалювала та затінювала її зростання. Це те, що має бути зведено з нуля і засновано на індивідуальних контактах та індивідуальному ентузіазмі. Ми повинні почати відбудовувати власну громадську думку і повинні робити це вже зараз».